# الکس تورین
الکس تورین (ایتالیایی: Alex Turrin؛ زادهٔ ۳ ژوئن ۱۹۹۲ ‏(۳۲ سال)) دوچرخه‌سوار اهل ایتالیا است.
از باشگاه‌هایی که در آن رکاب زده‌است می‌توان به ویلیر تریستینا–سله ایتالیا اشاره کرد.